# Шеремет Іван
Шеремет Іван (кін. 1870-х, Іркліївська — I пол. XX ст.) — Бандурист-тенор; скрипаль симфонічного оркестру Кубанського козацького війська (з 1911 р.); підстаршина Кубанського козацького війська.
Народився в ст. Іркліївська на Кубані. Один із піонерів кобзарського відродження на Кубані. З бандурою познайомився 1904 р. на концерті кобзаря Михайла Кравченка, тоді ж і вирішив стати бандуристом. Бандуру опанував самотужки, згодом навчався в Другій кубанській кобзарській школі. Учень О. Обабка. Грав на бандурах катеринодарського майстра Д. Крикуна та корюківського майстра О. Корнієвського (1889—1998). Концертував як соліст, а також у складі тріо з К. та Н. Безщасними. Серед його репертуару такі пісні й думи: «Ой чого ж ти почорніло», «Ой Морозе-Морозенку, ти славний козаче», «Ой з-за гори, з-за лиману кругом Січі Запорожжя москаль облягає», «Ти, Кубань, ти наша Родіна» та ін.
Після проголошення Законодавчою радою самостійної Кубанської Народної Республіки — в лавах Кубанської армії.
Загинув у радянських концтаборах.